# Чорна сапота
Чорна сапота[джерело?] (Diospyros digyna) — вічнозелене плодове дерево роду хурма родини ебенові (лат. Ebenaceae).

## Історія

### Застосування в ацтеків
У своєму фундаментальному творі «Загальна історія речей Нової Іспанії» (1547—1577) Бернардіно де Саагун, спираючись на відомості ацтеків про властивості рослин, навів різні відомості про чорну сапоту, зокрема про те, що:
| Є інші дерева, котрі називаються тотолькуітлацапутль: вони ростуть в жаркому краї. Їхні плоди називаються так само. Вони великі, зовні зелені, а всередині чорні, дуже солодкі, і вони дуже гарні для їжі. Є інші дерева, котрі звуться теконцапутль. Їхні плоди величиною із серце барана, у них шершава і жорстка шкірка, червоні всередині, вони дуже солодкі, і дуже гарні для їжі. А камінці — чорні, дуже гарні і блискучі. |

## Назва
Назва виду українською може звучати як «хурма чорна», відомі й інші українські назви: шоколадна хурма, чорне яблуко.
Назви рослини іншими мовами: англ. Black persimmon, англ. Black sapote, англ. Chocolate pudding fruit, фр. Barbacoa, фр. Barbaquois, фр. Ébènier des Antilles, фр. Sapote noire, нім. Ebenholzbaum, нім. Schwarze Sapote, порт. Ébano das Antilhas, ісп. Ébeno agrio, ісп. Guayabota, ісп. Matasano de mico, ісп. Sapote negro, ісп. Zapote de mico, ісп. Zapote negro.

## Поширення
Батьківщина рослини — низовини Південної Мексики і Гватемали, де вона часто культивується. В наш час вона інтродукована і вирощується в Бразилії, на Філіппінах, Антильських островах, Гавайських островах і Маврикії.

## Опис
Красиве вічнозелене дерево до 25 м висотою, з чорною корою і з еліптично-довгастим ланцетоподібним блискучим листям, із гострим кінцем, 10—30 см у довжину.
Плід сферичної форми спочатку яскраво-зелений і блискучий, 5—12,5 см діаметром, із хвилястим горнятком 4—5 см діаметром, що прикриває його зверху. Під час дозрівання плоду гладенька тонка зелена шкірка стає коричнево-зеленою, потім брудно-зеленою. Всередині плоду міститься чорно-бура, майже чорна, желеподібна м'яка солодка, із слабким ароматом, м'якоть із 1-10 плоскими коричневими насінинами, 2—2,5 см довжиною. Іноді зустрічаються безнасіннєві плоди.

## Використання
М'якоть спілих плодів їстівна у свіжому вигляді. Вона м'яка і нагадує за смаком шоколадний пудинг. Вона використовується також як наповнювач для пирогів і печива, додається до молочних коктейлів та морозива, зброжується в алкогольні напої.

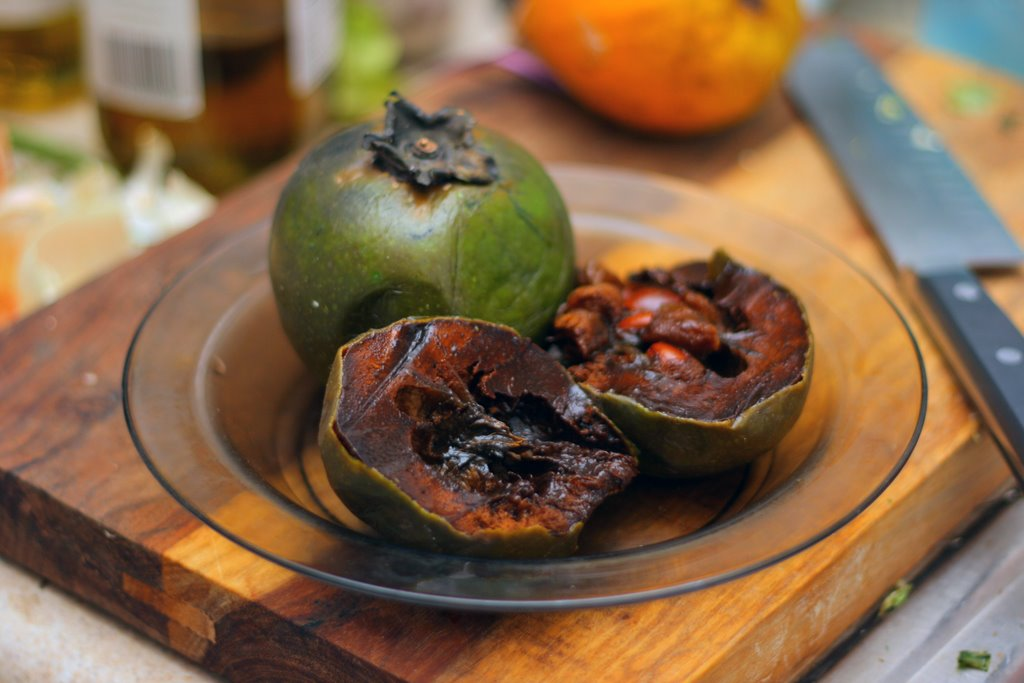
Плоди

Відвар листя використовується, як жарознижувальний і в'яжучий засіб. М'ята кора і листя використовуються в припарках від прокази, стригучого лишаю і деяких інших шкірних захворювань.